# X 72500
X 72500 este o serie de automotoare diesel ale SNCF, numite și „X TER” și poreclite „aspiratoare”. Acestea furnizează servicii TER și Intercités, cel mai adesea pe liniile neelectrificate. Modelul urmează trenurilor de cursă lungă (RGP) 1. 

## Istorie

### Concepția și implementarea

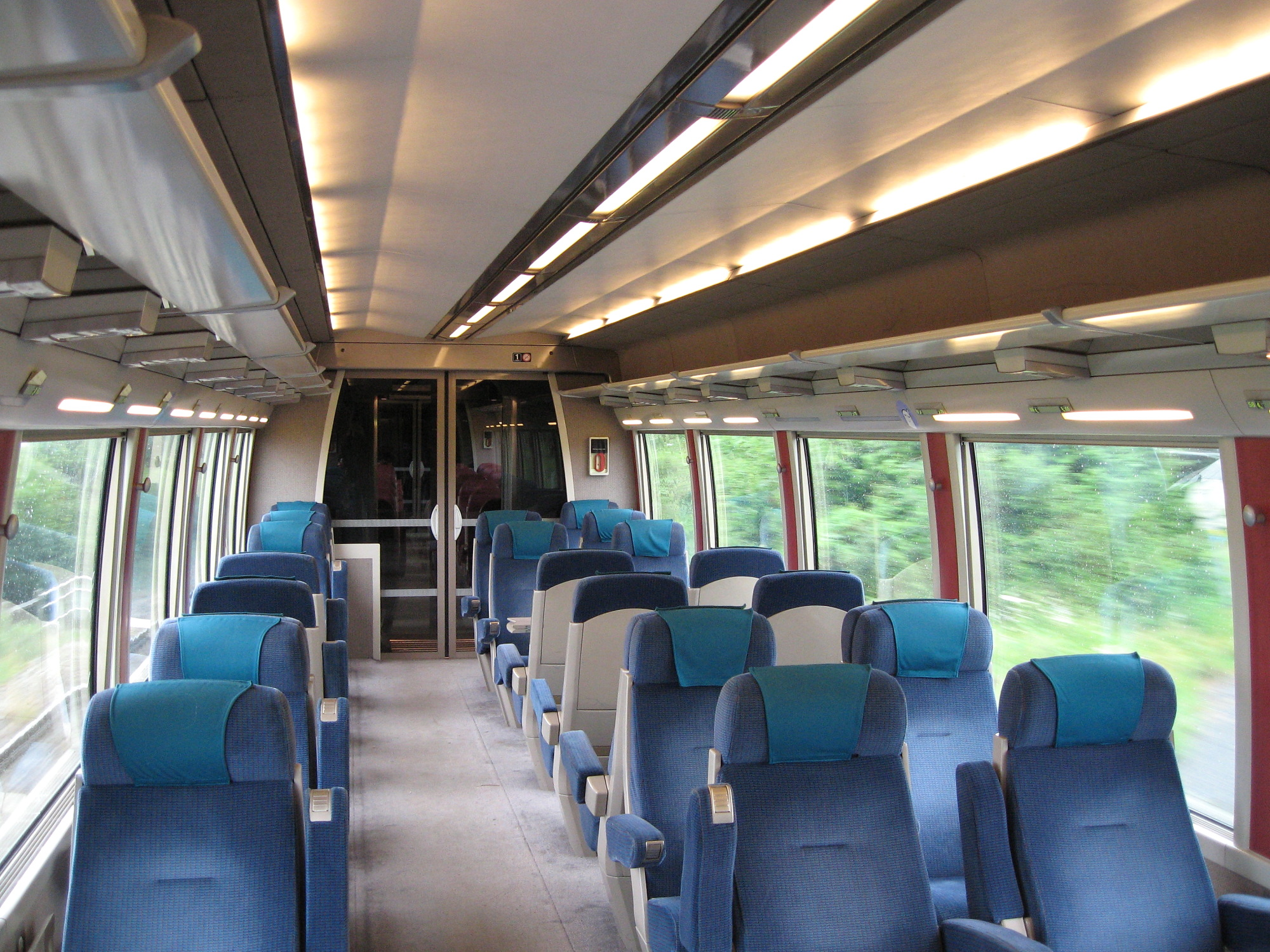
Interiorul unui compartiment de clasa I al unui X 72500 din Basse-Normandie care circulă pe relația Paris - Granville. Acest compartiment, situat inițial în unul dintre cele două vagoane motoare, a fost mutat pe remorca centrală, mai puțin zgomotos.

În 1990, după regionalizarea și dezvoltarea trenurilor, o nevoie pentru reînnoirea flotei de automotoare a apărut. De asemenea, a existat o cerere pentru un nou tip de autoturism capabil să fie o versatilitate adevărată   : atât o viteză maximă bună pentru a oferi servicii pe distanțe lungi, cât și capacități puternice de accelerare pentru serviciile locale. 
Proiectul a fost lansat în 1991 de Maurice Dousset, la acea vreme președinte al regiunii Centru, ca parte a dezvoltării Centrului TER . Specificația acestui automobil a fost, de asemenea, prima care a integrat voința regiunilor. Pentru a încuraja transportul feroviar, s-a păstrat un design care amintește de TGV și un nivel de confort echivalent cu automotoarele. O mare parte din aceste mașini au fost construite în uzina Aytré / La Rochelle, specializată în automotoare, tramvaie și remorci TGV . 
Comandate de douăsprezece regiuni la 105 exemplare din 1994 (90 cu două vagoane, 15 cu trei vagoane) către compania Alstom, automotoarele X 72500 au fost livrate din 1997 până în 2000 . Primele trenuri livrate au fost pentru regiunea Centru, inițiatorul proiectului, care le-a pus în funcțiune comercială la 28 septembrie 1997 pe linia Paris-Austerlitz / Châteaudun / Tours înlocuind X 2200. În martie 1999, primele exemplare cu trei vagoane au fost puse în funcțiune pe linia principală Paris - Granville . De la primele livrări, în ciuda problemelor tehnice ale tinereții, s-au făcut comenzi suplimentare pentru parc la 117 elemente. Regiunea Rhône-Alpes a dorit, de asemenea, să-și modifice flota de elemente, inițial bicaise, versiunea tricaisse, prin achiziționarea a cincisprezece remorci intermediare.

### Probleme de fiabilitate
Faza de fiabilizare a acestor automotoare a fost deosebit de lungă, ceea ce le-a dat o reputație proastă și a dus la retragerea lor anticipată. Au avut loc două operațiuni de retur în fabrică: 
- Retrofit 1, din 1998 până la jumătatea lui 1999, vizând modificări de securitate și instalarea de noi versiuni ale sistemului informatic îmbarcat;
- Retrofit 2, de la mijlocul anului 1999 până la sfârșitul anului 2000, unde s-au efectuat peste 200 de modificări, în principal în ceea ce privește confortul pasagerilor.

În 2006, existau în continuare probleme recurente la generatoare și la dispozitivele de deschidere și închidere a ușilor. Aceste probleme au fost parțial rezolvate prin modificarea înclinării ventilatoarelor generatoarelor. 
Adăugarea unui al treilea vagon intermediar de către Regiunea Rhône-Alpes le-a făcut și mai problematice, iar mai multe dintre ele au luat foc, ultimul incendiu, din Myans (Savoie), având loc pe 21 mai 2009 cu X 72642  . În 2009, Regiunea Ron-Alpi a trebuit să le retragă din singurul serviciu internațional pe care l-au furnizat, pe relația Valence - Grenoble - Geneva din cauza lipsei lor cronice de fiabilitate și a nerespectării standardelor elvețiene de poluare, în special zgomotul motoarelor la ralanti în timpul opririi în stație și zgomotul sistemului de evacuare, de unde și porecla de aspirator. 
În 2010 și 2011, din cauza problemelor de deschidere și închidere a carcasei frontale care acoperă cupla automată, anumite 72500, fără această carcasă, sunt limitate la 120 km/h.
Pe 23 noiembrie 2017 , regiunea Normandia radiază primele automotoare din serie, anume exemplarele X 72619/20, X 72639/40, X 72643/44, X 72651/52, X 72655/56, X 72659/60 și X 72671/72  . De la începutul anului 2017, regiunea Hauts-de-France a abandonat cele șase rame (X 72715/16, X 72721/22, X 72725 / 26, X 72729/30, X 72731/32 și X 72733/34) în așteptarea unei decizii de vânzare sau rediere. 

## Caracteristici tehnice
Există două tipuri de trenuri X 72500: 
- elemente cu două vagoane motoare, construite în 90 de exemplare;
- elementele cu trei vagoane (un motor, o remorcă, un motor) construite în 15 exemplare.

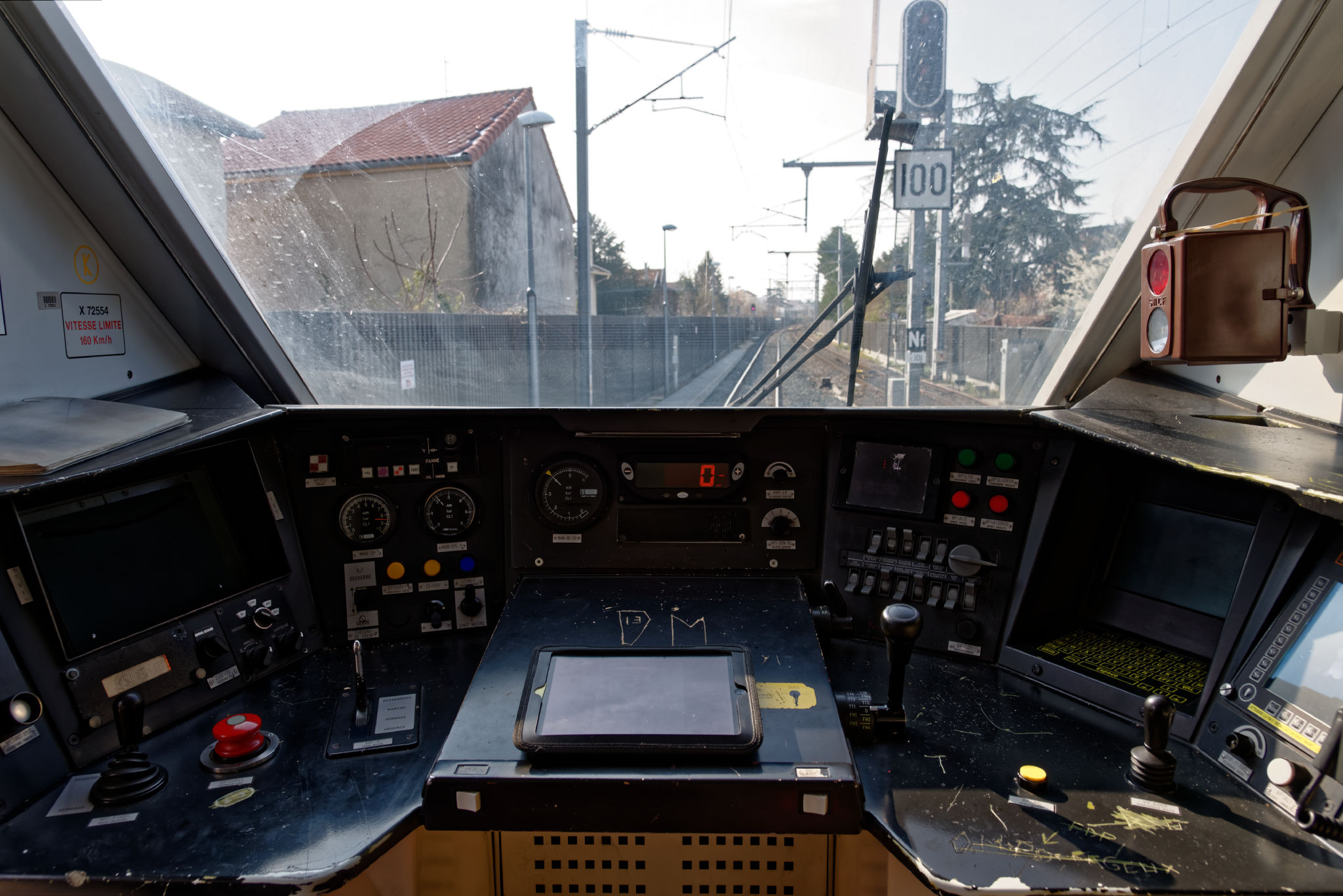
Cabina unui X 72500.

Trenurile pot fi cuplate între ele până la trei elemente, indiferent dacă sunt cu două sau trei vagoane. Sunt echipate cu un motor diesel MANcu  șase cilindri de 300 kilowați (400 CP) pe fiecare osie motoare. O unitate motoare are două osii motoare și fiecare automotor are două vagoane motorare, ceea ce face posibilă o putere totală de 1.200 kilowați (1.600 CP). Transmisia este asigurată de o cutie hidromecanică Voith. Viteza maximă oferită de acest sistem este de 160 km/h.
Pentru a asigura funcționarea sistemelor auxiliare (iluminare, aer condiționat, controlul ușilor, etc.), fiecare vagon include un generator de 135 kW  (Perkins / Mecalte), numit GROG (grup electro) în manualul de conducere. Frânarea este asigurată de un sistem mecanic de frână cu disc pe osiile cuplate la o frână hidrodinamică. Este controlat prin intermediul manipulatorului de tracțiune și al unui manipulator de frână convențional. 
Postul de conducere, tip TGV, amplasat central în cabină, a fost proiectat pentru a facilita conducerea motorului. Acesta include, de asemenea, elementele care să asigure serviciul cu un singur mecanic (dar absența echipamentului retrovizor necesită prezența unui al doilea agent la bord), precum și sistemul ATESS, un înregistrator de date de traseu mai complet decât cele existente înainte. Întreaga gestionare a automotorului este asigurată de un sistem informatic încorporat. Panele pot fi diagnosticate rapid de acesta. Nivelurile de ulei, motorină și lichid de răcire sunt controlate de același computer. 

## Trasee asigurate

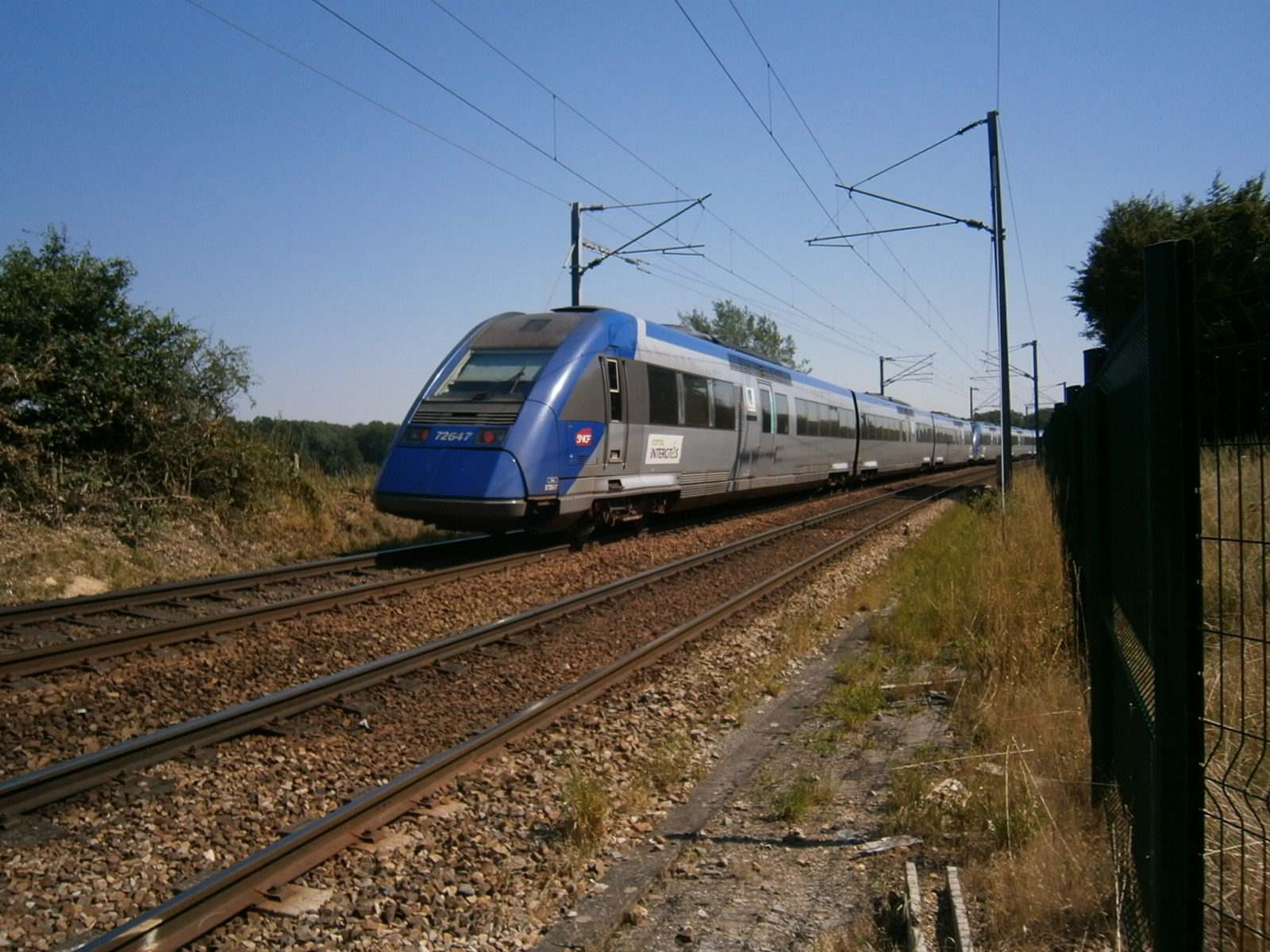
X 72500 pe linia Intercités Paris - Granville.

În 2013, regiunea Basse-Normandie a decis să înnoiască echipamentul alocat relației Paris-Granville pentru 14 millioane de euro. Trenurile vor fi apoi repartizate în relațiile regionale prin integrarea în parcul TER din regiune. X 72500 sunt înlocuite pe Paris - Granville de trenuri Regiolis.  Înlocuirea a început la începutul anului 2015 și a fost finalizată în iulie 2015, odată cu sosirea celor 15 rame noi.
În 2016, în regiunea Aquitania, în urma sosirii programate a regiolisului pe linia Bordeaux-Angoulême, locomotivele B 81500 de pe această linie vor înlocui X 72500 din linia Bordeaux - Périgueux. Sosirea acestor locomotive bimod ar trebui să îmbunătățească considerabil calitatea liniei (circulația în modul electric pe porțiunea Bordeaux - Coutras, defecțiuni mai puțin frecvente, întreținere mai puțin costisitoare).
Pe 29 iunie 2018, ultima ramă a regiunii Occitanie a efectuat ultimul serviciu TER.

### Automotoare vândute către Regio Călători
- X 72575/576: Regio Călători (România) [15]
- X 72653/654: Regio Călători (România)
- X 72657/658: Regio Călători (România)
- X 72725/726: Regio Călători (România)
- X 72733/734: Regio Călători (România)

## Modelism
X 72500 este reprodus ca model feroviar de Jouef, la scara HO.